# Олександр Верига-Даровський
Олександр Верига-Даровський (пол. Aleksander Weryha Darowski; 17 серпня 1815, Томашівка — †18 квітня 1874, Берлін), польсько-український письменник, історик і геральдист, народився у с. Томашівка, Ушицького повіту (Поділля).

## Біографія
Олександр Верига-Даровський герба Сліповрон народився в родині Кароля і Катажини з Машкевичів та походив з роду, заснованого нобілітованим 1673 р. за військові заслуги Зиґмунтом Даровським. Батько Олександра був орендарем, згодом власником маєтків та осягнув посаду маршалка дворянства Ушицького повіту.
Майбутній дослідник руських гербів навчався у Варшаві в піарській школі, а після повернення до батьків опинився в колі їхніх приятелів і сусідів в околицях Кам'янця-Подільського. Серед останніх слід згадати літераторів М. Гославського, С. Стажинського, Т. Заборовського і Ф. Ковальського (автор невиданої праці «Legendy herbowe»).
В 1850 р. Олександр разом з братом Адамом успадкували Тетіївський маєток, яким перед ними володіли Олександр Машкевич, а потім Кароль Даровський. В результаті поділу Олександру дісталося містечко Тетіїв, а його братові — село Лобачів. Одружився Олександр з Антоніною з Гуторовичів. Подружжя мало сина і доньку.
Успадкувавши Тетіїв, Олександр Даровський мешкав здебільша в Києві та працював літератором, пишучи переважно сатиру й полемічні тексти. Сучасники відмічали його талант і ерудицію, проте критикували за легковажне ставлення до його творчих можливостей. Значніші праці (близько двадцяти) він видав невеличкими накладами (зазвичай кількадесят примірників). Повної бібліографії публікацій Даровського немає через використання ним численних псевдонімів. Відомо також, що в багатьох випадках його видання містять вигадане місце публікації, що можна пояснити прагненням уникнути цензури. Частина літературної спадщини Вериги-Даровського поширювалася в рукописах і ніколи не була опублікована.
Олександр Верига-Даровський помер раптово під час одної зі своїх численних подорожей. Сталося це 18 квітня 1874 р. у Берліні.

## Праці
Історичний доробок Даровського переважно стосується історії України — «Woyna chocimska», «Pan Samuel Maszkiewicz», «Samuel Łaszcz», «Jeremi Wiśniowiecki», «Do dziejów Ukrainy».
Дуже цікавою є брошура «Печатні руські знаки». В ній Олександр Даровський розвинув ідею Лелевеля, що руські герби походять від літер кириличної абетки, а також гостро критикує геральдистів часів Речі Посполитої — Папроцького, Окольського і Несецького. Прагнучи продемонструвати спосіб творення гербових легенд, він написав у листі до одного з родичів, що пращуром дому Даровських був князь Войсілек чи Василь, який належав до одної з руських чи литовських династій. Вигаданий ним «родинний переказ» став згодом основою для каламутних публікацій генеалогічно-геральдичного характеру, що намагалися обґрунтувати князівське походження Вериг-Даровських від Міндовга.
Чимало часу Верига-Даровський віддав збиранню прислів'їв. Зібране він узагальнив у книжці «Przysłowia polskie, odnoszące się do nazwisk szlacheckich i miejscowości», в якій українські пам'ятки є дуже цікавими. Ця праця побачила світ у Познані в рік смерті автора.